# 周亦卿
周亦卿，GBS，OBE（1935年9月1日—2018年7月29日），浙江省寧波舟山人，香港其士集團創辦人及榮譽主席（1970年）。

## 簡介
周亦卿十七歲時隻身從上海到香港投靠姐姐，翌年因學歷不足入當時香港唯一大學——香港大學，為求學再加上姊夫亦為空軍飛機師引發興趣，故當時以僑生身分報讀中華民國空軍軍官學校，後亦因姊夫受重傷影響，離開軍官學校轉讀國立台灣大學機械工程系。

## 榮譽

### 香港勋章奖章
- 大英帝国官佐勋章（英国，1991年）
- 金紫荊星章（香港特別行政區，2004年[4]）

### 外国勋章奖章
- 勋四等瑞宝章（日本）
- 旭日中绶章（日本，2008年11月3日公布[5]）

### 荣誉学位
- 1995年獲香港理工大學頒授榮譽工商管理博士
- 1995年獲香港大學頒授名譽大學院士
- 1997年獲香港大學頒授名譽法學博士
- 2008年獲香港城市大學頒授榮譽社會科學博士
- 2013年獲香港科技大學頒授榮譽社會科學博士

## 公職
- 香港公益金名譽副會長（2001年）
- 巴林王國駐香港名譽領事（2001年）
- 世界中華寧波總商會創會會長
- 香港日本文化協會會長
- 寧波旅港同鄉會永遠名譽會長
- 香港舟山同鄉會第十二屆理事會成員、副會長[6]

### 大學聯繫
- 台灣大學香港校友會永遠榮譽會長
- 南京大學名譽董事
- 浙江大學顧問教授
- 四川聯合大學講座教授
- 香港理工大學顧問委員會委員
- 香港大學顧問委員會委員
- 香港科技大學顧問委員會委員

## 商業
- 其士國際永久榮譽主席前執行董事兼主席
- 其士泛亞前主席
- 港華燃氣前獨立非執行董事
- 電視廣播前非執行董事

## 家庭狀況
周亦卿育有六女一子。兒子周維正（Oscar）；六名女兒為周莉莉、周蕙禮、周蕙苓、周蕙芝、周蕙蕙、周薇薇；其中五女兒周蕙蕙與香港藝人吳家樂結婚，並育有一女兩子（兩子是雙胞胎）。

## 名下馬匹
周亦卿、兒子周維正、女兒周蕙禮熱愛賽馬，一家三口是香港賽馬會的會員，先後擁有馬匹得其利、得其寶、得其勝、威其利、巴其利、得其康。

## 以他命名的事物
- 香港大學周亦卿樓[7]
- 香港理工大學周亦卿樓[8]
- 香港城市大學周亦卿研究生院[9]
- 浙江大学玉泉校区生仪大楼

## 外部連結
- 周亦卿獲城大頒榮譽博士[永久]